# Patrick Janssens
Patrick Janssens (Anversa, 19 settembre 1956) è un politico belga, membro del Partito Socialista Differente e sindaco di Anversa dal 2003 al 2012.

## Biografia
Dopo aver studiato scienze politiche e sociali all'Università di Anversa e statistiche alla London School of Economics, è diventato assistente all'università tra il 1979 e il 1985. Tra il 1985 e il 1989, ha diretto la Dimarso ricerche di mercato. Tra il 1989 e il 1999, ha ricoperto varie posizioni dirigenziali nell'agenzia pubblicitaria VVL / BBDO (direttore strategico, amministratore delegato, presidente della filiale belga).
Nell'ottobre 1999 divenne presidente del Partito Socialista Differente, succedendo a Fred Erdman. Il suo incarico è una sorpresa in quanto era molto poco conosciuto prima di diventare il leader del partito.
Divenuto sindaco della città di Anversa il 10 luglio 2003, è sostituito da Steve Stevaert come presidente del Partito socialista. Patrick Janssens è stato rieletto nelle elezioni comunali dell'8 ottobre 2006, dove il suo partito è arrivato prima del Vlaams Belang di Filip Dewinter.
Nelle elezioni municipali del 14 ottobre 2012, la sua lista fu battuta da quella della NV-A guidata da Bart De Wever, che gli succedette come sindaco il 1º gennaio 2013.
Nel 2014, non si è più presentato alle elezioni.